# Religia na Jamajce

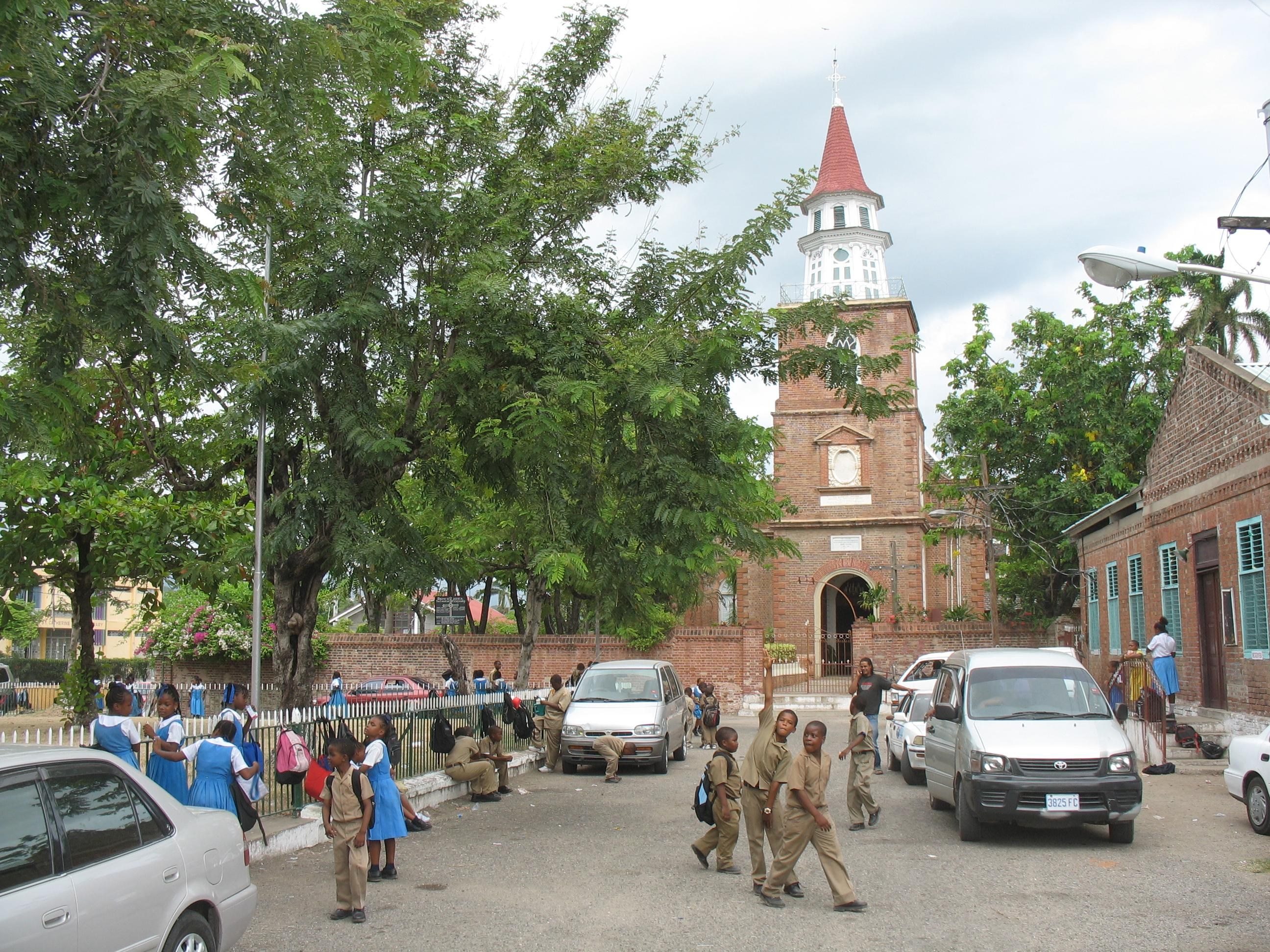
Katedra anglikańska w Spanish Town.

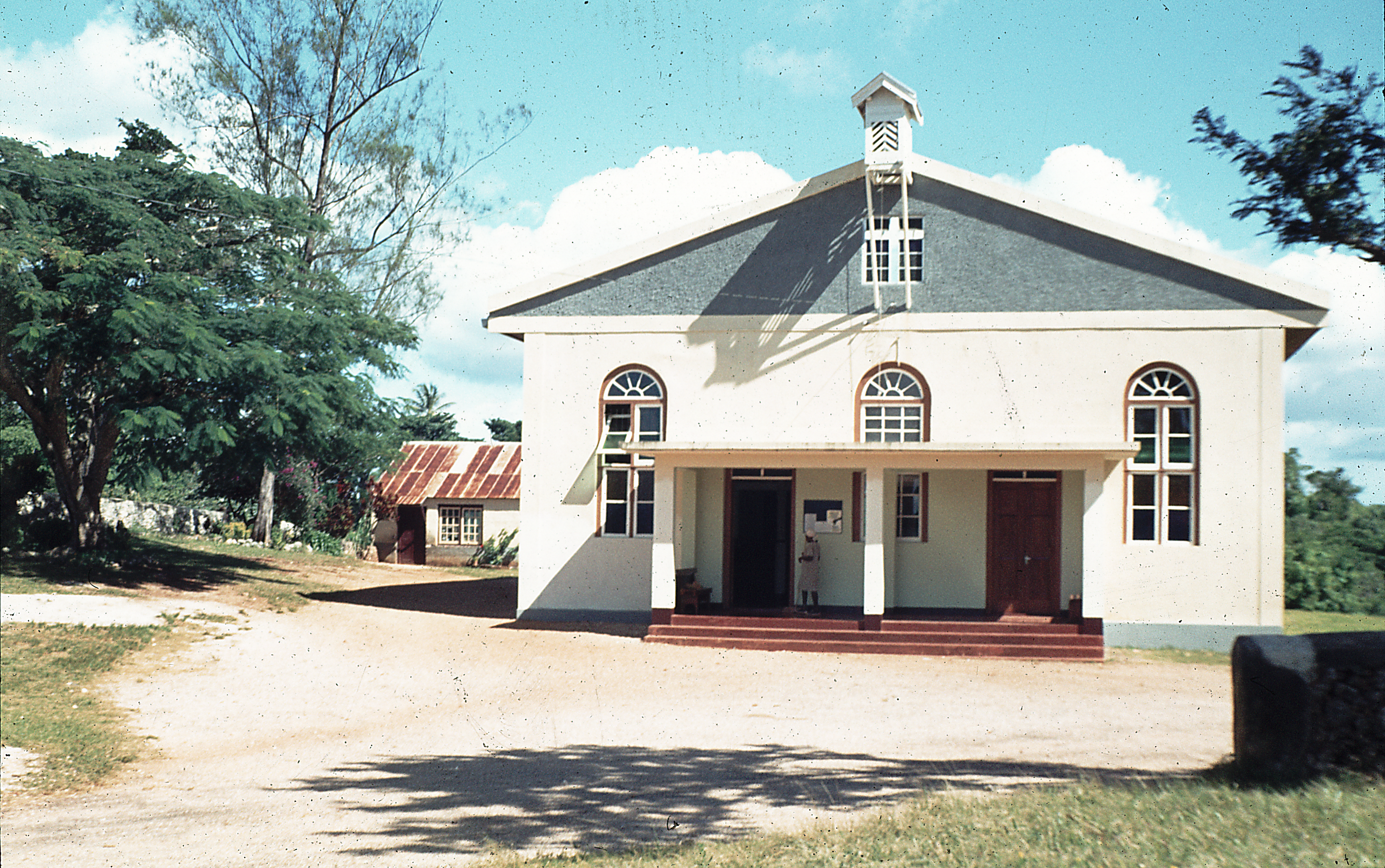
Kościół morawski w Manchester.

Religia na Jamajce do czasów kolonizacji europejskiej była zdominowana przez Indian. Tainowie zajmowali wyspę od połowy pierwszego tysiąclecia, a ich kultura i wierzenia przetrwały do dziś. Chrześcijaństwo zostało wprowadzone przez hiszpańskich osadników, którzy przybyli na Jamajkę w 1509 roku. Tak więc w czasach kolonialnych jako pierwszy na wyspę został wprowadzony Kościół rzymskokatolicki. 
Wraz z kolonizacją brytyjską (1655) aktywne stały się misje protestanckie, zwłaszcza baptystów, które odegrały kluczową rolę w zniesieniu niewolnictwa, oraz metodystów i prezbiterian, którzy wnieśli znaczący wkład w edukację.
Większość Jamajczyków to protestanci. Do największych wyznań należą obecnie zielonoświątkowcy i adwentyści dnia siódmego. Tylko niewielka część Jamajczyków uczęszcza do kościoła anglikańskiego, który jako Kościół Anglii był jedynym oficjalnie uznanym kościołem na wyspie do 1870 roku. 
Inne mniejsze wyznania protestanckie obejmują braci morawskich, Kościół Boży (Anderson), Zjednoczony Kościół na Jamajce i Kajmanach (kalwini), Religijne Towarzystwo Przyjaciół (kwakrzy) i Zjednoczony Kościół Chrystusa. 
Istnieją pewne ruchy religijne, które łączą elementy zarówno chrześcijaństwa, jak i tradycji Afryki Zachodniej. Do takich religii należą Kumina i Revival Zion. Ponad jedną piątą populacji stanowią osoby niereligijne. 
Kościół katolicki był na wyspie zakazany przez Brytyjczyków aż do 1837 roku. Jedynie 2% Jamajczyków należy do Kościoła katolickiego. Obecnie wolność religijna jest zagwarantowana przez konstytucję Jamajki. 

## Rastafari
Od lat 30. XX wieku rastafari jest ważnym ruchem religijnym i kulturalnym na Jamajce i przyciąga zwolenników z najbiedniejszych społeczności wyspy, chociaż stanowi jedynie niewielką część całej populacji. Rastafarianie wierzą w boskość cesarza Haile Syllasje I z Etiopii, oraz w ostateczny powrót swoich wygnanych wyznawców do Afryki. Rastafarianizm stał się znany na całym świecie dzięki swoim skojarzeniom z muzyką reggae i jednymi z najpopularniejszych muzycznych gwiazd Jamajki.
W przeszłości Rastafarianie często byli dyskryminowani przez władze państwa. W ostatnich latach liderzy rastafarian zgłosili wzrost tolerancji i akceptacji społecznej.

## Inne religie

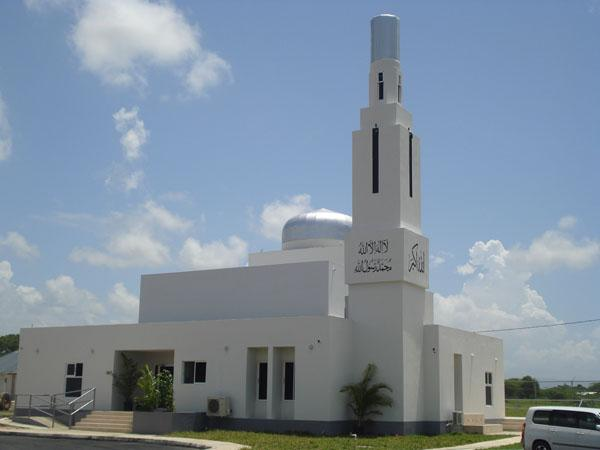
Niedawno wybudowany meczet w Old Harbour Bay.

Jamajka ma również niewielką populację żydowską, hinduską, oraz niewielką liczbę muzułmanów i buddystów. Istnieje również oddział Etiopskiego Kościoła Ortodoksyjnego Tewahedo. Świadkowie Jehowy podają, że mają na Jamajce 11 361 głosicieli (0,4%), a mormoni zgłaszają 6668 członków (0,2%) kościoła.